# Popcorn (nummer)
Popcorn is een instrumentale synthesizerhit die in 1969 gecomponeerd werd door Gershon Kingsley en afkomstig is van het album Music to Moog By. De compositie is hierna een groot aantal malen uitgevoerd tot in de 21e eeuw aan toe. Ook is het thema in diverse andere composities verwerkt.
De meest bekende uitvoering is die van Hot Butter uit 1972. Daarnaast zijn de uitvoeringen van The Pop-corn makers, Anarchic System, Revolution System en M & H Band zeer bekend. Kingsley maakte in 2000 zelf een remake van het nummer; deze versie staat op het verzamelalbum At Home With the Groovebox met nummers van verschillende artiesten. In 2005 kwam er een uitvoering van Crazy Frog.

## Singletracks
Hot Butter:
- 1. Popcorn 2:30
- 2. At the movies 2:28

The Popcorn Makers:
- 1. Popcorn 2:38
- 2. Toad in the hole 2:20

Anarchic System:
- 1. Popcorn (Vocal) 2:40
- 2. Popcorn (Instrumental) 3:10

Revolution System:
- 1. Popcorn 2:33
- 2. Carmen Brasilia 2:15

## Popcorn in de Nederlandse hitnoteringen
Dit is een van de weinige hits waarvan diverse single-uitvoeringen tegelijkertijd op nummer 1 in de Veronica Top 40 stonden. De uitvoerenden werden niet genoemd in het gedrukte exemplaar van de Top 40. Dit dient als volgt te worden verklaard: er was tot ongeveer 1975 geen echt hitparadebeleid bij Radio Veronica, dat in die periode de Top 40 uitzond. Ten tijde van de hitparadenotering van Popcorn waren er diverse uitvoerenden die het lied op single hadden gezet. Men heeft toen besloten alle versies bij elkaar te tellen om van een hoop gedoe af te zijn: elke muziekmaatschappij met een Popcornsingle kon dan zeggen dat de nummer 1-positie was bereikt. Indien de verschillende releases zorgvuldig afzonderlijk zouden zijn behandeld, dan zouden er niet alleen afzonderlijke noteringen van elke Popcornsingle zijn geweest met alle gevolgen van dien voor de platenindustrie, maar men zou er ook meer tijd aan kwijt zijn geweest bij het samenstellen van de hitlijst (en men zou tijdens de uitzending diverse malen een vrijwel identiek lied ten gehore hebben moeten brengen). De samenstelling van de lijst diende in die tijd echter niet meer dan een paar uur in beslag te nemen: er waren voor de betrokkenen veel meer en belangrijkere werkzaamheden dan het compileren van een zeer gedetailleerde hitparade. In de jaren erna groeide dat belang van een hitlijst vanwege "de strijd om de luisteraar" door de diverse omroepen/radiostations en de platenhandel (inkoop/verkoop).
In de Daverende Dertig, uitgezonden op Hilversum 3, stonden de versies wel apart genoteerd. Alleen de uitvoering van de Pop-cornmakers stond 2 weken op de eerste plaats, die van Anarchic System kwam op #10 en Hot Butter kwam niet verder dan #12. Revolution System bereikte de Top 30 niet.

### Hitnotering Hot Butter / The Pop-corn makers / Anarchic System / Revolution System
| "Popcorn" in de Veronica Top 40 - binnen 29-07-1972 | "Popcorn" in de Veronica Top 40 - binnen 29-07-1972 | "Popcorn" in de Veronica Top 40 - binnen 29-07-1972 | "Popcorn" in de Veronica Top 40 - binnen 29-07-1972 | "Popcorn" in de Veronica Top 40 - binnen 29-07-1972 | "Popcorn" in de Veronica Top 40 - binnen 29-07-1972 | "Popcorn" in de Veronica Top 40 - binnen 29-07-1972 | "Popcorn" in de Veronica Top 40 - binnen 29-07-1972 | "Popcorn" in de Veronica Top 40 - binnen 29-07-1972 | "Popcorn" in de Veronica Top 40 - binnen 29-07-1972 | "Popcorn" in de Veronica Top 40 - binnen 29-07-1972 | "Popcorn" in de Veronica Top 40 - binnen 29-07-1972 | "Popcorn" in de Veronica Top 40 - binnen 29-07-1972 | "Popcorn" in de Veronica Top 40 - binnen 29-07-1972 | "Popcorn" in de Veronica Top 40 - binnen 29-07-1972 | "Popcorn" in de Veronica Top 40 - binnen 29-07-1972 | "Popcorn" in de Veronica Top 40 - binnen 29-07-1972 |
| Week                                                | 1                                                   | 2                                                   | 3                                                   | 4                                                   | 5                                                   | 6                                                   | 7                                                   | 8                                                   | 9                                                   | 10                                                  | 11                                                  | 12                                                  | 13                                                  | 14                                                  | 15                                                  |                                                     |
| --------------------------------------------------- | --------------------------------------------------- | --------------------------------------------------- | --------------------------------------------------- | --------------------------------------------------- | --------------------------------------------------- | --------------------------------------------------- | --------------------------------------------------- | --------------------------------------------------- | --------------------------------------------------- | --------------------------------------------------- | --------------------------------------------------- | --------------------------------------------------- | --------------------------------------------------- | --------------------------------------------------- | --------------------------------------------------- | --------------------------------------------------- |
| Nummer                                              | 11                                                  | 2                                                   | 1                                                   | 1                                                   | 1                                                   | 1                                                   | 1                                                   | 1                                                   | 1                                                   | 4                                                   | 8                                                   | 12                                                  | 23                                                  | 32                                                  | 38                                                  | uit                                                 |

### Hitnotering Hot Butter
| "Popcorn" in de Nederlandse Daverende Dertig - binnen: 05-08-1972 | "Popcorn" in de Nederlandse Daverende Dertig - binnen: 05-08-1972 | "Popcorn" in de Nederlandse Daverende Dertig - binnen: 05-08-1972 | "Popcorn" in de Nederlandse Daverende Dertig - binnen: 05-08-1972 | "Popcorn" in de Nederlandse Daverende Dertig - binnen: 05-08-1972 | "Popcorn" in de Nederlandse Daverende Dertig - binnen: 05-08-1972 | "Popcorn" in de Nederlandse Daverende Dertig - binnen: 05-08-1972 |
| Week                                                              | 1                                                                 | 2                                                                 | 3                                                                 | 4                                                                 | 5                                                                 |                                                                   |
| ----------------------------------------------------------------- | ----------------------------------------------------------------- | ----------------------------------------------------------------- | ----------------------------------------------------------------- | ----------------------------------------------------------------- | ----------------------------------------------------------------- | ----------------------------------------------------------------- |
| Nummer                                                            | 20                                                                | 19                                                                | 12                                                                | 16                                                                | 26                                                                | uit                                                               |

### Hitnotering The Pop-corn makers
| "Popcorn" in de Nederlandse Daverende Dertig - binnen: 29-07-1972 | "Popcorn" in de Nederlandse Daverende Dertig - binnen: 29-07-1972 | "Popcorn" in de Nederlandse Daverende Dertig - binnen: 29-07-1972 | "Popcorn" in de Nederlandse Daverende Dertig - binnen: 29-07-1972 | "Popcorn" in de Nederlandse Daverende Dertig - binnen: 29-07-1972 | "Popcorn" in de Nederlandse Daverende Dertig - binnen: 29-07-1972 | "Popcorn" in de Nederlandse Daverende Dertig - binnen: 29-07-1972 | "Popcorn" in de Nederlandse Daverende Dertig - binnen: 29-07-1972 | "Popcorn" in de Nederlandse Daverende Dertig - binnen: 29-07-1972 | "Popcorn" in de Nederlandse Daverende Dertig - binnen: 29-07-1972 | "Popcorn" in de Nederlandse Daverende Dertig - binnen: 29-07-1972 | "Popcorn" in de Nederlandse Daverende Dertig - binnen: 29-07-1972 | "Popcorn" in de Nederlandse Daverende Dertig - binnen: 29-07-1972 | "Popcorn" in de Nederlandse Daverende Dertig - binnen: 29-07-1972 | "Popcorn" in de Nederlandse Daverende Dertig - binnen: 29-07-1972 |
| Week                                                              | 1                                                                 | 2                                                                 | 3                                                                 | 4                                                                 | 5                                                                 | 6                                                                 | 7                                                                 | 8                                                                 | 9                                                                 | 10                                                                | 11                                                                | 12                                                                | 13                                                                |                                                                   |
| ----------------------------------------------------------------- | ----------------------------------------------------------------- | ----------------------------------------------------------------- | ----------------------------------------------------------------- | ----------------------------------------------------------------- | ----------------------------------------------------------------- | ----------------------------------------------------------------- | ----------------------------------------------------------------- | ----------------------------------------------------------------- | ----------------------------------------------------------------- | ----------------------------------------------------------------- | ----------------------------------------------------------------- | ----------------------------------------------------------------- | ----------------------------------------------------------------- | ----------------------------------------------------------------- |
| Nummer                                                            | 17                                                                | 8                                                                 | 5                                                                 | 1                                                                 | 1                                                                 | 2                                                                 | 4                                                                 | 4                                                                 | 3                                                                 | 3                                                                 | 11                                                                | 19                                                                | 30                                                                | uit                                                               |

### Hitnotering Anarchic System
| "Popcorn" in de Nederlandse Daverende Dertig - binnen: 29-07-1972 | "Popcorn" in de Nederlandse Daverende Dertig - binnen: 29-07-1972 | "Popcorn" in de Nederlandse Daverende Dertig - binnen: 29-07-1972 | "Popcorn" in de Nederlandse Daverende Dertig - binnen: 29-07-1972 | "Popcorn" in de Nederlandse Daverende Dertig - binnen: 29-07-1972 | "Popcorn" in de Nederlandse Daverende Dertig - binnen: 29-07-1972 | "Popcorn" in de Nederlandse Daverende Dertig - binnen: 29-07-1972 | "Popcorn" in de Nederlandse Daverende Dertig - binnen: 29-07-1972 |
| Week                                                              | 1                                                                 | 2                                                                 | 3                                                                 | 4                                                                 | 5                                                                 | 6                                                                 |                                                                   |
| ----------------------------------------------------------------- | ----------------------------------------------------------------- | ----------------------------------------------------------------- | ----------------------------------------------------------------- | ----------------------------------------------------------------- | ----------------------------------------------------------------- | ----------------------------------------------------------------- | ----------------------------------------------------------------- |
| Nummer                                                            | 27                                                                | 16                                                                | 15                                                                | 11                                                                | 10                                                                | 21                                                                | uit                                                               |

### NPO Radio 2 Top 2000
| Nummer met noteringen in de NPO Radio 2 Top 2000 | '99  | '00  | '01  | '02  |
| ------------------------------------------------ | ---- | ---- | ---- | ---- |
| Popcorn (Hot Butter)                             | 1442 | 1349 | 1426 | 1708 |

1. ↑  Een vetgedrukt getal geeft de hoogste notering aan.
2. ↑  Deze tabel is bijgewerkt tot en met de laatste editie (2024).

## Latere versies
Popcorn is later nog door vele artiesten gecoverd, waaronder Muse, de Muppets, Vive la Fête, Jean-Michel Jarre (voordat hij doorbrak met Oxygène), Byron Lee, James Last, Ben Folds en Crazy Frog. Een aantal van deze uitvoeringen heeft de top 100 gehaald.
| Mr. Steele | 70 | 5 | 18/10/2003 |
| Crazy Frog | 39 | 5 | 05/11/2005 |
| Team X     | 67 | 1 | 26/01/2008 |